# T-01D
docomo with series REGZA Phone T-01D（ドコモ ウィズシリーズ レグザフォン ティーゼロイチディー）は、富士通（現・FCNT、詳細は後述）によって開発された、NTTドコモの第3世代移動通信システム（FOMA）端末である。docomo with seriesのひとつ。

## 概要
富士通東芝モバイルコミュニケーションズ（以下富士通東芝）製・東芝ブランドであるがドコモでは実質富士通製扱いだったT-01Cの後継機種で、東芝を意味する「T」を冠しながらもREGZA Phoneシリーズとして初めて富士通本体が開発を行い富士通ブランドで発売されたいわゆる「初代富士通レグザ」である。実際、本機種カタログのメーカーロゴは「TOSHIBA」ではなく「FUJITSU」となっており、ドコモのカタログおよび本機種カタログでも富士通東芝名義ではなく富士通名義となっている。富士通としてのスマートフォンブランドであるARROWSシリーズにも属しており、厳密には「ARROWSシリーズのREGZA Phone」とするのが正しい。
約4.3インチのHDTFT液晶を搭載しており、REGZAの高画質化技術をもとにしたモバイルレグザエンジンは5.0に進化している。さらにDOLBY Mobile v3を搭載し、迫力のサウンドを体験できる。また、裏面照射型CMOSセンサー「Exmor R for Mobile」と富士通の子会社・富士通セミコンダクターが開発した高性能画像処理エンジン「Millbeaut Mobile」を採用した1310万画素カメラや、富士通製の携帯電話ではおなじみの指紋認証機能、防水性能も備えている。Xiには対応していない。
CPUは、兄弟機種（上位機種）のARROWS X LTE F-05Dと同じテキサス・インスツルメンツ製デュアルコアのOMAP4430（1.2GHz）を搭載されている。またREGZA Phoneシリーズ内でOMAPプロセッサを採用したのはこの機種が唯一である（ARROWSシリーズ全体でも、本機の他に採用したスマートフォンはF-05Dとau向けのARROWS Z ISW11Fのみ）。
本端末は富士通製でありながらも「レグザリンク・シェア」に対応している。さらにレグザブルーレイと連携し、録画した番組を本体またはmicroSDにコピー（保存）し、ハイビジョン画質のまま外出先でも視聴することが可能になっている。
またHDMI出力端子も装備している（microHDMIケーブルが必要であり、プラグが干渉するため充電しながらでの機能利用はできない）。
なお、富士通の製品であるため、ドコモ総合カタログに掲載されるドコモ内部で利用される型番上は「AAFxxxxx」と、従来からの富士通のコードをそのまま採用している。ただし、東芝・富士通東芝時代の旧来のオプション関連を流用している場合は、従来の東芝製オプション同様「ATSxxxxx」となっている。
ちなみに、付属する卓上ホルダはF-12C付属品と共通の「卓上ホルダ F34」となっている。利用に当たっては「ACアダプタ 03」では卓上ホルダ側の入力対応電流が低すぎるために動作保証対象外としており、「FOMA ACアダプタ 02」と卓上ホルダの間に、同じく付属品「FOMA 充電microUSB変換アダプタ T01」を接続する形となる。なお、本体に直接ACアダプタを差し込んで充電する分には「ACアダプタ 03」の利用は公式に可能。一方で、F-12Cでの「ACアダプタ 03」の公式対応は明言していない。
F-05Dとは電池パックも共通。こちらはXiに対応しているが、指紋認証機能が非搭載である。さらに、2012年2月には本機種をベースとしたDisney Mobile on docomo F-08Dが発売された。
なお本機種単体としてのTVCMは存在せず、F-05DのCMの最後に高良健吾が「映像美のREGZA Phoneも」とコメントする形となっている。
これまでREGZA PhoneシリーズはT-01CやT-02D（後述）を基本とした他キャリア向け端末を発売したが、本端末のみ他キャリア向けが発売していない機種である。
そもそも本体色のDark GreenとBlackは比較的目立たない色であるため、実際に見た感覚だけでは判別しにくいと考えられる。
キャッチコピーは、「感動に満ちた、映像美の世界へ。超美麗! 映像エンタテインメント」。

## T-01Cとの相違点
- T-01Cのサイドキーは右センター部分に設けているのに対し、本機では他のARROWSシリーズと同様のせいか、左上部分に配置している。またT-01Cにあったカメラのシャッターボタンが無くなっている。
- microSDカードスロットは、電池パック装着側に変更した。つまり、一回電池パックを取り外さないとmicroSDの交換ができない仕組みになっている。
- イヤホンジャックはキャップを装着しないと防水の効果がない。
- パッケージについて横長であったが、今回はコンパクト化に成功している。

## 主な機能
| 主な対応サービス                               | 主な対応サービス                             | 主な対応サービス                       | 主な対応サービス                              |
| ---------------------------------------------- | -------------------------------------------- | -------------------------------------- | --------------------------------------------- |
| タッチパネル／加速度センサー                   | Xi／FOMAハイスピード7.2Mbps(受信)送信5.7Mbps | Bluetooth                              | DCMX／おサイフケータイ／赤外線／トルカ        |
| ワンセグ                                       | メロディコール                               | テザリング                             | WiFi IEEE802.11b/g/n                          |
| GPS                                            | spモード／電話帳バックアップ                 | デコメール／デコメ絵文字／デコメアニメ | iチャネル                                     |
| エリアメール／ソフトウェアアップデート自動更新 | デジタルオーディオプレーヤー(WMA)(MP3他)     | GSM／3Gローミング（WORLD WING）        | フルブラウザ／Flash Player 10.3               |
| Androidマーケット／dメニュー／dマーケット      | Gmail／Google Talk／YouTube／Picasa          | バーコードリーダ／名刺リーダ           | ドコモ地図ナビ／Google Maps／ストリートビュー |

## 歴史
- 2011年10月18日 - NTTドコモ、および富士通より公式発表。
- 2011年11月11日 - 全国一斉予約受付開始。
- 2011年11月18日 - 全国にて一斉発売。
- 2011年11月18日 - 販売中止。
- 2011年12月2日 - 販売再開[9]。
- 2012年11月5日 - Android 4.0.3へのアップデートを開始。

## 販売中止トラブル
発売直後に「通話や通信が出来ない」とドコモに245件の苦情が入ったため、発売当日に販売中止された。販売中止時点で5200台を販売していた。購入者への対処方法は11月28日に不具合修正を行うためのアップデートが実施され、販売再開は12月2日に決定した。このトラブルについて総務省総合通信基盤局は「発売直後に不具合が発生したことがこれまでもあったが、さまざまな故障が出るケースは前代未聞」として注視する姿勢を表明している。
11月22日にドコモは不具合の原因をソフトウェアの不具合によるものとした上で、電池残量が5％以下になった場合もしくは初回電源投入時に、通信できない事象が発生する場合があると公表した。なお、現在までに販売されたT-01Dすべてが対象となっている。

## アップデート
購入済みの顧客に対して2011年11月28日に以下の不具合の修正がソフトウェアアップデートによって行われた。
- 音声通話・パケット通信ができない場合がある。

2011年12月21日に以下の不具合の修正がソフトウェアアップデートによって行われた。
- 本体の画面がOFFの状態で電源ボタンなどで画面をON後、まれにタッチパネルが反応しない場合がある。
- ワンセグ録画中、まれに本体が再起動する場合がある。

2012年2月21日に以下の不具合の修正がソフトウェアアップデートによって行われた。
- 通話終了後、まれに本体が再起動する場合がある。
- ごくまれに動画・音楽コンテンツが正しく再生できない場合がある。

2012年4月2日に以下の不具合の修正がソフトウェアアップデートによって行われた。
- 電源OFFの状態で充電中に電源をONにすると、まれに携帯電話（本体）が再起動を繰り返す場合がある。

2012年6月20日に以下の不具合の修正がソフトウェアアップデートによって行われた。
- 電源OFFの状態で充電後、まれに携帯電話（本体）の電源が入らない場合がある。
- microSDXCカードを差し込むと、microSDXCカード内のデータが破損される。

2012年11月5日にAndroid 4.0.3へのアップデートが開始された。このアップデートの適用で以下の不具合も修正される。
- タッチパネル操作性の改善

2013年9月4日に以下の不具合の修正がソフトウェアアップデートによって行われた。
- 音楽再生時にボリューム調整やイヤホン抜き差しを繰り返すと、本機が再起動する場合がある。なお、このアップデートはAndroid 4.0.3のバージョンアップを行った端末が対象である。

2014年5月20日に以下の不具合の修正がソフトウェアアップデートによって行われた。なお、このアップデートはAndroid 4.0.3のバージョンアップを行った端末が対象である。
- 一部機種をWi-Fiアクセスポイント（Wi-Fiテザリング親機）とした場合、まれにWi-Fi接続ができない場合がある不具合を修正する。
- 「Google ドライブ」アプリの追加。
- ビルド番号がV09R40A、V11R42AからV12R43Aになる。

また確認されていないが、Android 4.0.3にアップデート後、「NX!ウィジェット」系などの一部ウィジェットアプリが小さくなってしまう不具合が起きている。

## REGZA Phoneシリーズと東芝ブランドの行方
東芝保有分の富士通東芝株式の富士通への売却が2011年8月に報じられ、「T-01Dが東芝ブランドとしての最終機種になるのではないか」と噂されたが、富士通および富士通東芝は同年11月に「REGZA Phone」ブランドを「ARROWS」に次ぐサブブランドとして活用する方針であることを明らかにした。そのため、本機は前述の通り「T」を冠したREGZA Phoneではあるが富士通製・富士通ブランドのARROWSシリーズに属する「初代富士通レグザ」であり、東芝ブランドの機種は、ドコモ向けはT-01Cが、au向けはIS11Tが、ソフトバンクモバイル向けはdynapocket X02T（東芝モバイルコミュニケーション社時代の機種）が最終機種となった。その後、REGZA Phoneも本機の後継機種である「2代目富士通レグザ」T-02Dを最後に新機種は発表されておらず、ドコモでは「Visual」を意味する「ARROWS V」を名乗るF-04Eにその面影を残している。そのF-04EとT-02Dは同時期に生産終了した事により、「T」を冠する携帯電話、REGZA Phoneシリーズは市場から姿を消した。
なお、2012年4月1日に東芝保有分の富士通東芝株式は富士通に売却され、富士通東芝は富士通モバイルコミュニケーションズに社名変更し東芝は事実上携帯電話事業から完全撤退、現在に至る。その後、東芝が再びドコモ向けに供給する端末はデジタルフォトフレームの「フォトパネル 05 Powered by REGZA」である。